# Agelena jirisanensis
Agelena jirisanensis är en spindelart som beskrevs av Paik 1965. Agelena jirisanensis ingår i släktet Agelena och familjen trattspindlar. Inga underarter finns listade i Catalogue of Life.